# Promozione (calcio)

Logo promozione

La Promozione è la sesta divisione del campionato italiano di calcio. È la terza divisione non professionale e la seconda dilettantistica e regionale in ordine gerarchico, ed è organizzata dai Comitati Regionali della Lega Nazionale Dilettanti.
La denominazione di "Promozione" fu usata per la prima volta nel 1912 per indicare il torneo di rimpiazzo del massimo e unico vero campionato italiano. L'odierno campionato di Promozione è organizzato con continuità dal 1967 ed ha subìto nel tempo un graduale declassamento fino al 1991, con l'istituzione dell'Eccellenza, che ha preso il suo posto di massimo campionato regionale.
Questo campionato è il primo in cui gli assistenti arbitrali sono designati e non di parte.

## Caratteristiche
Essendo a base regionale, le caratteristiche dei vari campionati non sono omogenee in tutta Italia, ma possono cambiare in qualche dettaglio come il numero di squadre partecipanti e il numero di retrocesse. In Trentino-Alto Adige, ad esempio, il girone trentino e quello bolzanino sono organizzati direttamente dai rispettivi Comitati Autonomi Provinciali.

### Promozione
La prima classificata di ogni girone viene promossa in Eccellenza. Si disputano dei play-off tra le migliori classificate per godere, a seconda dei casi, di ulteriori promozioni o di possibilità di eventuali ripescaggi. In caso di arrivo a pari punti della prima classificata e della seconda classificata, si effettua uno spareggio per definire quale delle due squadre viene promossa al campionato superiore

### Retrocessione
Sono stati usati diversi meccanismi per le retrocessioni. Solitamente retrocedono, in Prima Categoria, le ultime tre di ogni girone con modalità che variano, ma che nella maggior parte delle regioni hanno visto l'introduzione dei play-out e la discesa diretta solo dell'ultima classificata.

## Campionati di Promozione
Dall'autunno 1991, il numero delle squadre partecipanti è variabile di stagione in stagione (da un minimo di 758 nel '91-'92 a un massimo di 928 nel '20-'21), raggruppate in un numero altresì variabile di gironi (mediamente 53).

Il seguente elenco è aggiornato alla stagione 2024-2025.
- Promozione Abruzzo (1 girone da 17 squadre e 1 girone da 18 squadre)
- Promozione Basilicata (1 girone da 16 squadre)
- Promozione Calabria (2 gironi da 16 squadre)
- Promozione Campania (4 gironi da 16 squadre)
- Promozione Emilia-Romagna (4 gironi da 18 squadre)
- Promozione Friuli-Venezia Giulia (2 gironi da 15 squadre)[1]
- Promozione Lazio (4 gironi da 19 squadre)
- Promozione Liguria (2 gironi da 16 squadre)
- Promozione Lombardia (5 gironi da 16 squadre e 1 girone da 18 squadre)
- Promozione Marche (2 gironi da 16 squadre)
- Promozione Molise (1 girone da 16 squadre)
- Promozione Piemonte-Valle d'Aosta (4 gironi da 16 squadre)
- Promozione Puglia (2 gironi da 18 squadre)
- Promozione Sardegna (2 gironi da 18 squadre)
- Promozione Sicilia (1 girone da 13 squadre e 3 gironi da 14 squadre)
- Promozione Toscana (3 gironi da 16 squadre)
- Promozione Trentino-Alto Adige (2 gironi da 16 squadre su base provinciale)[2]
- Promozione Umbria (2 gironi da 16 squadre)
- Promozione Veneto (4 gironi da 16 squadre)
- Totale: 870 squadre divise in 53 gironi

## Storia della Promozione
Dal 1912 al 1922 la Promozione era il campionato sottostante la Prima Categoria, rispetto al quale aveva carattere di qualificazione. In teoria, essa avrebbe dovuto accogliere anche le retrocesse dal massimo torneo, ma in realtà ripescaggi sistematici impedirono tale ricambio. Gestita dai comitati regionali, la Promozione risultò dequalificata nel tempo via via che la Prima Categoria s'ingrandiva, tanto che nel 1922 il Compromesso Colombo ne provocò la trasformazione nella neonata Terza Divisione, mentre la Prima Categoria veniva spezzata in due divisioni. Altre riforme portarono poi queste due divisioni a riorganizzarsi in tre serie, e fu così che nel 1948 la Promozione fu restaurata al di sotto della Serie C, fungendo da quarta serie ma essendo stavolta gestita da leghe interregionali. Il parallelismo lessicale posto in essere dalla FIGC fra il vecchio torneo del 1922 e quello nuovo del 1948 era anche sostanziale, dato che il numero di squadre ad essa sovrastanti nel primo e nel secondo periodo, cioè le partecipanti rispettivamente alla Prima Categoria e alla Divisione Nazionale (termine con cui si definivano collettivamente le serie A, B e C), era quasi del tutto simile.
Nel 1952 la FIGC attuò un'altra riforma, e mentre la vecchia Promozione veniva trasformata nella IV Serie, la denominazione di campionato di Promozione tornò ad indicare i massimi tornei regionali sebbene, a conti fatti, tale manifestazione non può più essere considerata equivalente all'omonima categoria del primordiale calcio italiano.
Nelle stagioni 1957-58 e 1958-59 questa denominazione non fu utilizzata perché il campionato fu ridenominato Campionato Nazionale Dilettanti.
Si ritornò a parlare di Promozione dal 1967-68 per designare di nuovo la quinta serie quando, dopo aver fatto una selezione fra le migliori classificate, i Comitati Regionali spostarono in giù di un livello la Prima Categoria ponendo la Promozione quale massima serie regionale. Con l'istituzione nel 1991 del campionato di Eccellenza come massima categoria regionale, col termine di Promozione si prese poi a indicare il secondo livello calcistico regionale italiano; la competizione così configurata non può quindi essere considerata equivalente a quella in essere fino al 1922.

### Vincitori della Promozione prebellica
| Edizione       | Divisione        | Vincitore                 | Secondo posto       | Terzo posto         | Altre promozioni                       | Annotazioni                                        |
| -------------- | ---------------- | ------------------------- | ------------------- | ------------------- | -------------------------------------- | -------------------------------------------------- |
| 1912-1913 (1ª) | Piemonte         | Alessandria               | Vigor Torino        | Veloces Biella      |                                        |                                                    |
| 1912-1913 (1ª) | Liguria          | Liguria FBC               | Savonese            | Forza e Virtù       |                                        |                                                    |
| 1912-1913 (1ª) | Lombardia        | Nazionale Lombardia       | Juventus Italia     | Lambro              | Unitas                                 |                                                    |
| 1912-1913 (1ª) | Lombardia        | Nazionale Lombardia       | Juventus Italia     | Lambro              | Como                                   |                                                    |
| 1912-1913 (1ª) | Lombardia        | Nazionale Lombardia       | Juventus Italia     | Lambro              | Brescia                                |                                                    |
| 1912-1913 (1ª) | Veneto           | Petrarca                  | Udine               | Padova              |                                        |                                                    |
| 1912-1913 (1ª) | Toscana          | Fiorentina Libertas       | Lucca               | Itala               | Prato                                  |                                                    |
| 1912-1913 (1ª) | Lazio            | Fortitudo                 | ?                   | ?                   |                                        |                                                    |
| 1913-1914 (2ª) | Piemonte         | Veloces Biella            | Casteggio           |                     | Acqui                                  |                                                    |
| 1913-1914 (2ª) | Piemonte         | Veloces Biella            | Casteggio           | Valenzana           |                                        |                                                    |
| 1913-1914 (2ª) | Lombardia        | Cremonese                 | Savoia              | ?                   |                                        |                                                    |
| 1913-1914 (2ª) | Veneto-Emilia    | Padova                    | Audax Modena        |                     |                                        |                                                    |
| 1913-1914 (2ª) | Toscana          | ?                         | ?                   | ?                   |                                        |                                                    |
| 1913-1914 (2ª) | Lazio            | ?                         | ?                   | ?                   |                                        |                                                    |
| 1914-1915 (3ª) | Piemonte-Liguria | Amatori Torino            | ?                   | ?                   | Pastore                                | Ripescate per decisione federale                   |
| 1914-1915 (3ª) | Piemonte-Liguria | Amatori Torino            | ?                   | ?                   | Torinese                               | Ripescate per decisione federale                   |
| 1914-1915 (3ª) | Piemonte-Liguria | Amatori Torino            | ?                   | ?                   | Alessandrina                           | Vincitrici degli spareggi post-bellici             |
| 1914-1915 (3ª) | Piemonte-Liguria | Amatori Torino            | ?                   | ?                   | Grifone                                | Vincitrici degli spareggi post-bellici             |
| 1914-1915 (3ª) | Piemonte-Liguria | Amatori Torino            | ?                   | ?                   | Sampierdarenese                        | Vincitrici degli spareggi post-bellici             |
| 1914-1915 (3ª) | Piemonte-Liguria | Amatori Torino            | ?                   | ?                   | Spes                                   | Vincitrici degli spareggi post-bellici             |
| 1914-1915 (3ª) | Lombardia        | Pavia                     | Ausonia Pro Gorla   | Varese              | Legnano                                | Ripescate per decisione federale                   |
| 1914-1915 (3ª) | Lombardia        | Pavia                     | Ausonia Pro Gorla   | Varese              | Saronno                                | Ripescate per decisione federale                   |
| 1914-1915 (3ª) | Lombardia        | Pavia                     | Ausonia Pro Gorla   | Varese              | Atalanta                               | Vincitrici degli spareggi post-bellici             |
| 1914-1915 (3ª) | Lombardia        | Pavia                     | Ausonia Pro Gorla   | Varese              | Enotria                                | Vincitrici degli spareggi post-bellici             |
| 1914-1915 (3ª) | Lombardia        | Pavia                     | Ausonia Pro Gorla   | Varese              | Trevigliese                            | Vincitrici degli spareggi post-bellici             |
| 1914-1915 (3ª) | Veneto-Emilia    | Jucunditas                | Bentegodi Verona    |                     | Mantovana                              | Ripescata per decisione federale                   |
| 1914-1915 (3ª) | Veneto-Emilia    | Jucunditas                | Bentegodi Verona    | Bolognese           | Vincitrice degli spareggi post-bellici |                                                    |
| 1914-1915 (3ª) | Toscana          | Firenze FBC               | Gerbi Pisa          | Pontedera           |                                        |                                                    |
| 1914-1915 (3ª) | Lazio            | Ginnastica Roma           | Alba Roma           |                     |                                        |                                                    |
| 1914-1915 (3ª) | Campania         | Bagnolese                 | Puteoli             | Naples B            | Pro Caserta                            | Pro Caserta vincitrice degli spareggi post-bellici |
| 1919-1920 (4ª) | Piemonte         | Novarese                  | Carignano           | Ansaldo             |                                        |                                                    |
| 1919-1920 (4ª) | Liguria          | Spezia                    | Rivarolese          | Sestrese            |                                        |                                                    |
| 1919-1920 (4ª) | Lombardia        | Legnanesi                 | Monza               | Pro Sesto           | Casteggio                              |                                                    |
| 1919-1920 (4ª) | Lombardia        | Legnanesi                 | Monza               | Pro Sesto           | Pro Patria                             |                                                    |
| 1919-1920 (4ª) | Veneto           | Bentegodi Verona          | Dolo                | Treviso             | Schio                                  |                                                    |
| 1919-1920 (4ª) | Emilia           | Piacenza                  | Parma               | Reggiana            | SPAL                                   |                                                    |
| 1919-1920 (4ª) | Toscana          | Viareggio                 | Lucchese            | Pontedera           |                                        |                                                    |
| 1919-1920 (4ª) | Lazio            | Vittoria Roma             | Esquilia            | Tiberis             |                                        |                                                    |
| 1919-1920 (4ª) | Campania         | Salernitana               | Brasiliano          |                     | Audacia Napoli                         |                                                    |
| 1919-1920 (4ª) | Campania         | Salernitana               | Brasiliano          | Savoia              |                                        |                                                    |
| 1920-1921 (5ª) | Piemonte         | Novese                    | Cappuccini          | Trinese             |                                        |                                                    |
| 1920-1921 (5ª) | Liguria          | Giovani Calciatori Genova | Speranza            | Serenitas           |                                        |                                                    |
| 1920-1921 (5ª) | Lombardia        | Esperia                   | Vogherese           |                     |                                        |                                                    |
| 1920-1921 (5ª) | Lombardia        | Esperia                   | Fanfulla            |                     |                                        |                                                    |
| 1920-1921 (5ª) | Veneto           | Legnaghese                | Mestre              | Thiene              |                                        |                                                    |
| 1920-1921 (5ª) | Veneto           | Legnaghese                | Mestre              | Virtus Venezia      |                                        |                                                    |
| 1920-1921 (5ª) | Emilia           | ?                         | ?                   | ?                   |                                        |                                                    |
| 1920-1921 (5ª) | Toscana          | Pro Livorno               | Carrarese           | Castiglioncello     |                                        |                                                    |
| 1920-1921 (5ª) | Lazio            | Alba Roma                 | Tivoli              | Tiberis             |                                        |                                                    |
| 1920-1921 (5ª) | Campania         | Nocerina                  | Cavese              |                     |                                        |                                                    |
| 1921-1922 (6ª) | Piemonte         | Vercellesi Erranti        | Sestese             |                     |                                        |                                                    |
| 1921-1922 (6ª) | Liguria          | Vado                      | Entella             | Molassana           |                                        |                                                    |
| 1921-1922 (6ª) | Lombardia        | Fanfulla                  | Officine Meccaniche | Nazionale Magentina |                                        |                                                    |
| 1921-1922 (6ª) | Veneto           | Dolo                      | Giorgione           | Feltrese            |                                        |                                                    |
| 1921-1922 (6ª) | Emilia-Romagna   | Ostiglia                  | Fortitudo           | Faenza              |                                        |                                                    |
| 1921-1922 (6ª) | Toscana          | Robur                     | Juventus Massa      | Gerbi Pisa          |                                        |                                                    |
| 1921-1922 (6ª) | Toscana          | Robur                     | Juventus Massa      | Orbetello           |                                        |                                                    |
| 1921-1922 (6ª) | Toscana          | Robur                     | Juventus Massa      | Signa 1914          |                                        |                                                    |

### Situazione storica
La Promozione fu la principale innovazione della riforma voluta dal presidente federale Ottorino Barassi nel 1948. Ispirato alla Seconda Divisione dei primi anni trenta e all'antica Promozione dei primi anni venti, il nuovo campionato successe all'inflazionata Serie C del secondo Dopoguerra, ereditandone anche l'organizzazione imperniata su tre leghe interregionali. La Promozione si sarebbe dovuta articolare su dodici gironi da sedici squadre, per un totale di 192 club, ma il Caso Napoli fu l'occasione per un allargamento straordinario dei quadri e per la concessione di un regime particolare per il Meridione. Il regolamento prevedeva per ogni girone una promozione e quattro retrocessioni, tranne al Sud dove il regime derogatorio contemplava un girone finale interregionale e retrocessioni stabilite annualmente.
|                                                                           | Promozione 1948-1949            | Promozione 1951-1952            | Serie D 2014-2015                         |
| Categorie superiori                                                       | Divisione Nazionale 124 squadre | Divisione Nazionale 112 squadre | Settore professionistico FIGC 102 squadre |
| Posizionamento nella piramide del miglior titolo sportivo della categoria | 125º posto                      | 113º posto                      | 103º posto                                |
| Numero di squadre afferenti alla categoria                                | 225 squadre in 13 gironi        | 224 squadre in 13 gironi        | 166 squadre in 9 gironi                   |
| Posizionamento nella piramide del peggior titolo sportivo della categoria | 349º posto                      | 336º posto                      | 268º posto                                |
| Categoria inferiore e numero di promozioni                                | Prima Divisione 48 promosse     | Prima Divisione 48 promosse     | Eccellenza 36 promosse                    |

### La Promozione Regionale
Il Lodo Barassi, con la sponsorizzazione del magistrato Giuseppe Simonide, introdusse nel 1952 un nuovo campionato di Promozione, più scadente rispetto al precedente poiché organizzato dalle leghe regionali, delle quali divenne il vertice. Il principio ispiratore era quella specie di svalutazione del titolo sportivo che la FIGC attuava da sempre a ogni riforma dei suoi organigrammi: inserendo le squadre escluse dal nuovo campionato rivalutato, in questo caso la IV Serie, in un torneo con lo stesso nome di quello cui partecipavano l'anno precedente, la Federcalcio si tutelava da eventuali ricorsi legali e polemiche giornalistiche da parte delle escluse. (Un esempio è il campionato di Prima Divisione, che da massimo campionato nazionale negli anni Venti, negli anni Cinquanta era divenuto l'equivalente dell'odierna Promozione.) Rispetto ai precedenti tornei regionali, la Promozione si presentò molto più razionalizzata e standardizzata dalla Federazione, che per la prima edizione decise essa stessa la formula di 32 gironi da 16 squadre, con una promozione e quattro retrocessioni per ogni raggruppamento, anche se le regioni minori non riuscirono a completare i propri organici. La suddivisione dei gironi era la seguente:
- Lombardia: 5 gironi
- Campania: 4 gironi
- Toscana: 3 gironi
- Veneto: 3 gironi
- Emilia-Romagna: 2 gironi
- Friuli-Venezia Giulia: 2 gironi
- Lazio: 2 gironi
- Liguria: 2 gironi
- Piemonte: 2 gironi
- Abruzzo-Molise: 1 girone
- Basilicata: 1 girone
- Calabria: 2 gironi
- Marche: 1 girone
- Puglia: 1 girone
- Sardegna: 1 girone
- Sicilia: 4 gironi
- Trentino-Alto Adige: 1 girone
- Umbria: 1 girone

Il totale delle partecipanti era dunque di poco meno di cinquecento squadre. La categoria andò avanti fino al 1957, dopodiché fu trasformata dal presidente federale Ottorino Barassi nel Campionato Nazionale Dilettanti che, rispetto alla Promozione di cui peraltro portò avanti molti aspetti regolamentari, fu liberalizzata rispetto alla gestione autonoma delle varie leghe regionali, che tornarono libere di apportare ai propri tornei le modifiche che reputavano più opportune.